# 4443 Паулет
4443 Паулет (4443 Paulet) — астероїд головного поясу, відкритий 10 вересня 1985 року.
Тіссеранів параметр щодо Юпітера — 3,627.